# Francesco Lauretta
Francesco Lauretta (Ispica, 1914 – Benafer, 23 juli 1938) was een soldaat in het Koninklijk Italiaans Leger ten tijde van het fascistisch bewind in Italië. Deze Siciliaan sneuvelde in de Spaanse Burgeroorlog.

## Levensloop
Lauretta was een landbouwer afkomstig uit een landbouwersfamilie in Ispica, in de Siciliaanse provincie Ragusa. Na zijn legerdienst in het Italiaans Koninklijk Leger sloot Lauretta zich aan bij de koloniale troepen in Italiaans-Oost-Afrika. Hij vocht er als infanterist (1936) in de Tweede Italiaans-Ethiopische Oorlog. In 1936 annexeerde Italië het volledige grondgebied van Ethiopië, toen Abessinië geheten. Lauretta keerde in januari 1937 terug naar Italië. 
In februari 1937 werd hij ondergebracht bij een infanterieregiment dat Italië inzette in de Spaanse Burgeroorlog. De Italianen vochten aan de zijde van de nationalisten van Franco. Zijn regiment heette het 2e Regiment Volontari del Littorio. Lauretta vocht in de regio Valencia tegen de republikeinse troepen (1937-1938). Hij kwam daar terecht in een loopgravenoorlog in het dorp Benafer. Terwijl zijn detachement onder vuur lag, liep hij naar een gewonde makker die als enige nog munitie over had voor het machinegeweer. Lauretta hernam het vuren op de republikeinen. Een handgranaat trof zijn hand doch Lauretta vocht verder. Toen de munitie opnieuw op was, trok hij zijn zwaard en liep naar de loopgraven van de vijand dichtbij. Zijn uniform stond in brand doch hij kon een republikeins officier doden. Vervolgens zeeg hij dood neer (1938).
Koning Victor Emanuel III reikte hem voor zijn heldhaftige dood de Gouden medaille voor Militaire Dapperheid uit. Een straatje in zijn geboortedorp Ispica op Sicilië, is naar hem vernoemd.